# Poscharski (Adelsgeschlecht)

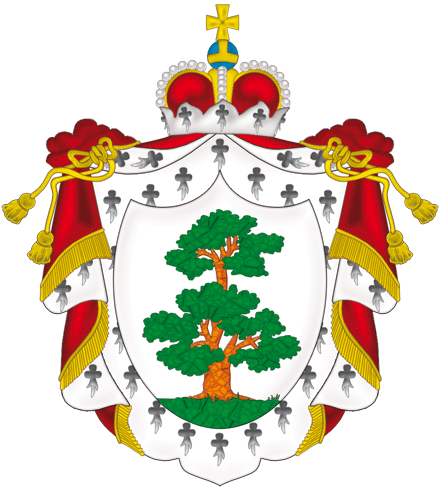
Das Wappen des Hauses Poscharski

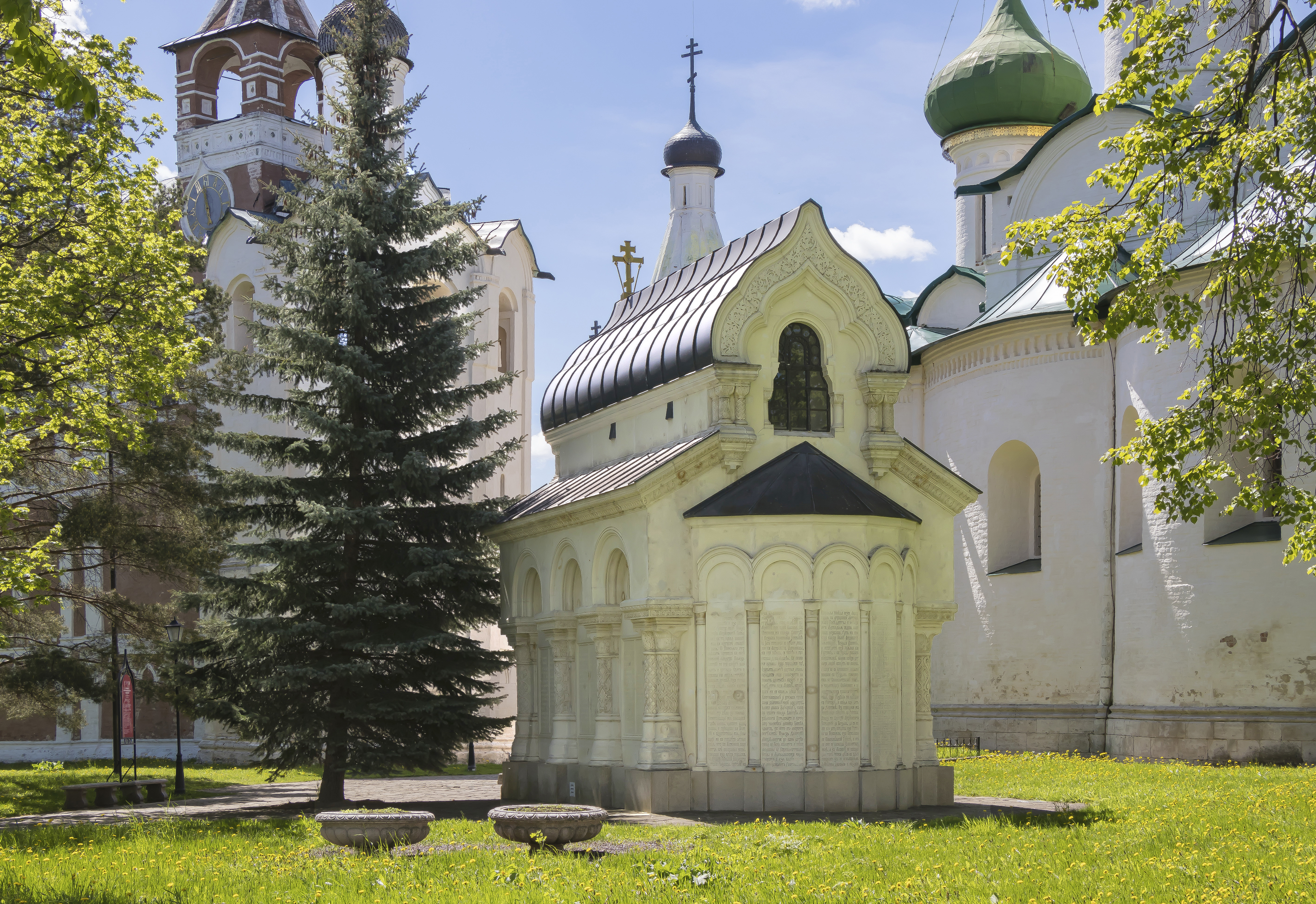
Das Familiengrab des Hauses Poscharski in Susdal

Die Fürsten Poscharski (russisch Пожарский) waren ein russisches Adelsgeschlecht, das zu den Rurikiden gehörte. Sie entstammten den Fürsten von Starodub an der Kljasma, einer Seitenlinie der Großfürsten von Wladimir-Susdal. Ihren Namen führten sie ab Ende des 14. Jahrhunderts nach den ihnen zugeteilten Ländereien im Gebiet Nischni Nowgorod. Sie waren ins Samtene Buch des Russischen Kaiserreiches eingetragen.
Die Fürsten Poscharski verloren mit der Zeit ihre Selbstständigkeit und dienten den Großfürsten von Moskau. Ihr bekanntester Vertreter war Dmitri Michailowitsch Poscharski (1578–1642), der während der Zeit der Wirren zusammen mit Kusma Minin einen erfolgreichen Volksaufstand gegen die polnisch-litauischen Besatzer anführte und sie 1612 aus Moskau vertrieb. Den beiden Anführern des Aufstands ist heute das Minin-und-Poscharski-Denkmal auf dem Roten Platz neben der Basiliuskathedrale gewidmet. In den nächsten Jahrzehnten stieg das Ansehen des Adelsgeschlechts Poscharski, das einige weitere bekannte Woiwoden hervorbrachte, im Jahr 1685 allerdings ausstarb. Viele Fürsten Poscharski, darunter der Nationalheld Dmitri Poscharski, sind in Susdal im Erlöser-Euthymios-Kloster bestattet.